# Franz Planer
Franz Planer, rodným jménem František Plánička (29. března 1894 Karlovy Vary – 10. ledna 1963) byl rakousko-americký filmový kameraman českého původu, trojnásobný držitel ocenění Zlatý glóbus, pětkrát nominovaný na cenu americké filmové akademie Oscar.
S řemeslem kameramana začínal nejprve ve Vídni a Paříži, v letech 1920 až 1930 točil v Německu a později i v dalších místech Evropy. Od roku 1937 pak natrvalo pracoval pouze v americkém Hollywoodu. Během svého života natočil zhruba 130 filmů, mezi jinými například snímky Velká země, Prázdniny v Římě nebo Snídaně u Tiffanyho a další.

## Filmografie, výběr
- Maskerade (1934)
- Holiday (1938)
- Secret Command (1944)
- The Chase (1946)
- One Touch of Venus (1948)
- Criss Cross (1949)
- Cyrano de Bergerac (1950)
- The 5,000 Fingers of Dr. T (1953)
- Prázdniny v Římě (1953)
- The Caine Mutiny (1954)
- 20 000 mil pod mořem (1954)
- Not as a Stranger (1955)
- The Pride and the Passion (1957)
- Velká země (1958)
- King of Kings (1961)
- Snídaně u Tiffanyho (1961)
- Dětská hodinka (1961)
- Something's Got to Give (1962) (nedokončeno)

## Zlatý glóbus
V kategorii černobílý film.
- 1951 Death of a Salesman
- 1950 Cyrano z Bergeracu
- 1949 Champion

## Nominace na Oscara

### Černobílý film
- 1949 Champion
- 1951 Death of a Salesman
- 1953 Prázdniny v Římě
- 1961 The Children's Hour

### Barevný film
- 1959 The Nun's Story